# TaqI
TaqI é uma enzima de restrição isolada a partir da bactéria Thermus aquaticus, no ano de 1978. A sua sequência de reconhecimento é
5'TCGA
3'AGCT
e efectua o seguinte corte:
5'---T   CGA---3'
3'---AGC   T---5'